# Интробио
Интро̀био (на италиански: Introbio, на западноломбардски: Intröbi, Интрьоби) е село и община в Северна Италия, провинция Леко, регион Ломбардия. Разположено е на 586 m надморска височина. Населението на общината е 1983 души (към 2014 г.).